# PREMIUM 4G

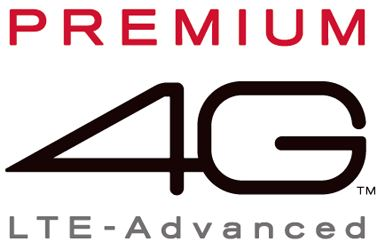
PREMIUM 4Gのロゴ

PREMIUM 4G（プレミアムフォージー）とは、NTTドコモが提供しているLTE-Advanced（LTE-A）のキャリア・アグリゲーション技術を使用した携帯電話・タブレット・データ通信向け通信サービスのブランド名称。2015年3月27日よりサービス開始。

## 概要
通信規格には、第4世代移動通信システムに属する技術であるLTE-Aが採用されている。
2017年9月末現在、下り最大788Mbpsである。
ドコモでは、これまでLTE（Xi）により、下り最大150Mbpsのサービスを展開していたが、2015年3月27日の4G（LTE-A）サービスの開始により、国内最速となる下り最大225Mbpsの速度に対応する。
なお、LTE-Aのエリア外では、LTE（Xi）による下り最大150Mbpsのサービスを利用できる。
2015年9月10日、公式サイト上で国内最速下り最大262.5Mbpsに対応すると発表した。また、同年11月には下り最大300Mbpsのサービスを開始する予定としている
2016年6月以降には、800MHz帯、1800MHz帯、2GHz帯の3波を用いた、下り理論値最大375Mbpsのサービス（FOMAプラスエリアを停波していない基地局を設置するエリアは下り最大337.5Mbpsとなる）、その後、2016年内には、3.5GHz帯のTD-LTE2波（20MHz幅2波）と1800MHz帯の3波を束ねた、キャリアアグリゲーションによる、下り理論値である最大370Mbpsのサービスを開始。
2017年3月9日より、256QAMと4×4MIMOを導入し、下り理論値最大682Mbpsのサービスを開始。
2017年8月より、東名阪地域では3.5GHz帯の2波・1.7GHz帯の1波の3CAにより下り理論値最大788Mbps、その他の地域では3.5GHz帯の2波・2GHz帯の1波の3CAにより下り理論値最大738Mbpsのサービスを開始。
2018年夏より、東名阪地域では3.5GHz帯の2波・1.7GHz帯の1波（1.7GHz帯に4×4MIMOを導入）の3CAにより下り理論値最大988Mbps、3.5GHz帯の2波・1.7GHz帯の1波・2GHz帯の1波の4CAにより下り理論値最大938Mbps、その他地域では3.5GHz帯の2波・1.7GHz帯の1波・2GHz帯の1波・800MHz帯の1波の5CAにより下り理論値最大794Mbps、上り最大75Mbpsのサービスを開始。
2018年秋より、上りに64QAMを導入し、東名阪地域では1.7GHz帯の1波・800MHz帯の1波の2CAにより上り最大131.3Mbps、その他地域では2GHz帯の1波・800MHz帯の1波の2CAにより上り最大112.5Mbpsのサービスを開始。
2019年春より、東名阪地域では3.5GHz帯の2波・1.7GHz帯の1波・2GHz帯の1波・800MHz帯の1波の5CAにより下り理論値最大1288Mbps、その他地域では3.5GHz帯の2波・1.7GHz帯の1波・2GHz帯の1波・800MHz帯の1波の5CAにより下り理論値最大1038Mbpsのサービスを開始。
2020年3月より、5CA、256QAM、4×4MIMOを適用させ受信時最大1.7Gbpsを提供。
アップロードも、2CAを2018年11月上旬より導入し送信時最大131.3Mbpsを提供開始。

## 対応端末
※VoLTEの◎は海外対応
※CAの2は2CC CA対応、3は3CC CA対応

## 沿革

### サービス
2015年
- 3月27日 - サービス開始。
- 9月10日 - 同年9月25日から、東名阪地域でキャリア・アグリゲーションによる下り最大262.5Mbpsの通信サービスを提供開始すると発表[4]。組み合わせる周波数帯は2.1GHz帯(15MHz幅)と1.7GHz帯(20MHz幅)で、発表時点での対応機種はiPhone 6s/6s Plus[5]。
- 9月15日 - 同年11月より3周波数帯を使ったキャリア・アグリゲーションによる下り最大300Mbpsを開始すると発表。また対応基地局数も2015年度末までに18,000局に拡大することも明らかにした[6]。

2016年
- 3月2日 - ネットワーク説明会にて同年6月から3CC CA(CA_1-3-19)による国内最速下り最大375Mbpsおよび、3.5GHz帯TDD-LTE2波と1.7GHz帯FDD-LTEを組み合わせた3CC CA(CA_3-42-42)キャリア・アグリゲーションによる下り最大370Mbpsの通信サービスを提供開始すると発表[14]。

2017年
- 3月7日 - 256QAMと4×4MIMOを導入し、国内最速受信時最大682Mbpsの通信サービスを2017年3月9日から提供開始すると発表[15]。

### 端末
2015年
- 2月18日 - Wi-Fi STATION HW-02G発売開始。
- 3月25日 - Wi-Fi STATION L-01G発売開始。
- 4月23日 - Galaxy S6 edge SC-04G、Galaxy S6 SC-05G発売開始。
- 5月28日 - ARROWS NX F-04G、AQUOS ZETA SH-03G発売開始。
- 6月10日 - Xperia Z4 SO-03G発売開始。
- 7月17日 - AQUOS PAD SH-05G、Xperia Z4 Tablet SO-05G発売開始。
- 9月25日 - iPhone 6s、iPhone 6s Plus発売開始。
- 10月22日 - Nexus 5X発売開始。
- 10月29日 - Xperia Z5 SO-01H、AQUOS ZETA SH-01H発売開始。
- 11月14日 - 12.9インチiPad Pro発売開始。
- 11月13日 - Xperia Z5 Compact SO-02H発売開始。
- 11月20日 - Xperia Z5 Premium SO-03H発売開始。
- 12月4日 - arrows NX F-02H発売開始。

2016年
- 2月17日 - Wi-Fi STATION N-01H発売開始。
- 3月31日 - 9.7インチiPad Pro発売開始。
- 5月19日 - Galaxy S7 edge SC-02H発売開始。
- 6月10日 - AQUOS ZETA SH-04H発売開始。
- 7月29日 - arrows Tab F-04H発売開始。
- 11月2日 - Xperia XZ SO-01J、Xperia X Compact SO-02J発売開始。
- 12月2日 - arrows NX F-01J発売開始。

2017年
- 2月17日 - V20 PRO L-01J発売開始。
- 3月9日 - Wi-Fi STATION N-01J発売開始。